# Dr. Julius No
Dr. Julius No is een personage uit de James Bond-roman Dr. No uit 1958 en de gelijknamige film Dr. No uit 1962. Hij wordt gespeeld door Joseph Wiseman.

## Boek
In het boek is Dr. No geboren in Peking, de hoofdstad van China. Hij was de zoon van een Duitse man en een Chinese vrouw. Toen hij ouder was ging hij naar Shanghai waar hij ging werken voor de Tong, een grote Chinese misdaadorganisatie. Later werd hij New York binnengesmokkeld waar hij een bediende werd en uiteindelijk een penningmeester voor de Tong in Amerika. In de jaren twintig brak een bende-oorlog uit in New York uit. No stal 1 miljoen dollar in goud van de Tong en verdween. Maar de Tong spoorde No op en martelde hem zodat hij zou vertellen waar het goud was. Toen No niet toegaf sneed de Tong zijn handen af en schoot hem neer. No wist het te overleven dankzij zijn dextrocardie: zijn hart niet in zijn linker- maar zijn rechter borstholte.
No heeft een tijd in het ziekenhuis doorgebracht waarna hij bij de medische school in Milwaukee wordt ingeschreven. Het is niet bekend of hij zijn studies afrondde. Hij veranderde zijn naam (zijn geboortenaam is niet bekend) in Julius No. Met het miljoen van de Tong kocht hij later het eiland Crab Key in Jamaica, waar zijn misdaadcarrière opnieuw begon.
James Bond probeert intussen de verdwijning van John Strangways op te lossen en hij ontdekt via Quarrel het eiland Crab Key, waar hij Honeychile Rider ontmoet. Dr. No vermoordt Quarrel met zijn "draak": een tank met vlammenwerper. Hij neemt Bond en Honeychile gevangen. Bond ontdekt tijdens een diner dat Dr. No met de hulp van de Sovjets de raketten van de Verenigde Staten wil saboteren door verkeerde instructies te geven. Bond vermoordt Dr. No door hem onder een stroom van Guano te gooien.

## Film
In de film is Dr. No's rol bijna hetzelfde, net als in het boek ligt de basis van Dr. No op het eiland Crab Key. Dr. No wist heel veel van ioniserende straling en had metalen handen. Bond was net als in het boek op een onderzoek om de verdwijning van John Strangways op te lossen. Dr. No verschijnt voor het eerst als James Bond en Honey Ryder (in het boek Honeychile Ryder) vastgehouden worden op Crab Key. Beide vallen ze in slaap van een slaapmiddel in de koffie. Dr. No komt die avond dan kijken terwijl ze in bed slapen, maar zijn gezicht is hier nog niet te zien. Als Bond en Honey de volgende dag bij een diner met Dr. No komen vertelt No dat hij voor de organisatie SPECTRE werkt en dat het zijn doel is om raketlanceringen te verstoren, op Cape Canaveral. Honey wordt meegenomen tijdens het diner en Bond wordt bewusteloos geslagen en in een cel gezet. Bond weet er uit te ontsnappen en No's plan te verijdelen, door zijn kernreactor te saboteren. No komt in het gevecht om als hij wegzinkt in het kokende radio-actieve water.

## Handlangers
- Prof. Dent
- Miss Taro
- Three Blind Mice
- Annabelle Chung
- Mr. Jones